# Denazinosuchus
Denazinosuchus — рід гоніофолідід мезоевкрокодилових. Його скам'янілості були знайдені у формації Фрутленд у верхньому крейдяному періоді та у формації Кертленд (пізній кампан - ранній маастрихт) у басейні Сан-Хуан, Нью-Мексико. Це найпоширеніший і легко впізнаваний мезоевкрокодил басейну Сан-Хуан, головним чином завдяки його характерній підпрямокутній, сплющеній кістяній броні з рідкими ямками. Вперше він був описаний у 1932 році Карлом Віманом на основі черепа як вид Goniopholis, G. kirtlandicus. Спенсер Г. Лукас і Роберт М. Салліван переописали вид у 2003 році та дали йому власний рід, Denazinosuchus. Наразі Denazinosuchus відомий лише з матеріалу черепа, броні та стегнової кістки.